# امبوهیپاندرانو
امبوهیپاندرانو (به لاتین: Ambohipandrano) یک سکونتگاه مسکونی در ماداگاسکار است که در ایتاسی واقع شده است.

## خصوصیات
امبوهیپاندرانو ۲۱٬۰۰۰ نفر جمعیت دارد و ۱٬۳۴۹ متر بالاتر از سطح دریا واقع شده است.